# Кирил Петков
Кирил Петков Петков (Пловдив, 17. април 1980) је бугарски политичар, економиста, предузетник и премијер Бугарске у периоду од 13. децембра 2021. до 2. августа 2022. године. Лидер је владајуће странке Ми настављамо промене. Претходно је био министар економије од 12. маја до 16. септембра 2021. године.
Дипломирао је на Универзитету у Британској Колумбији, а магистрирао на Универзитету Харвард.